# Gothia Cup
 (novembre 2008).
Si vous disposez d'ouvrages ou d'articles de référence ou si vous connaissez des sites web de qualité traitant du thème abordé ici, merci de compléter l'article en donnant les références utiles à sa vérifiabilité et en les liant à la section « Notes et références ».
La Gothia Cup également connue sous le nom de Coupe du monde de la jeunesse, est un tournoi mondial de football junior qui se tient chaque année en juillet à Göteborg, en Suède, depuis 1975.
Ouvert aux jeunes garçons et filles de onze à dix-neuf ans, il rassemble plus de trente mille joueurs, ce qui en fait le plus grand tournoi du monde en nombre de participants. En 2007, 34 200 participants et 1 585 équipes venues de 65 pays différents y participent.
On peut retrouver des équipes françaises comme l'AS Sillingy, le FC Saint-Cloud, le collège Saint-Justin de Levallois Perret ainsi que la JSC Pitray-Olier.